# Anglofonski svijet
Preko dvije milijarde ljudi govori engleski, čime je engleski jezik najveći jezik po broju govornika, a treći najveći jezik po broju izvornih govornika. S 300 milijuna izvornih govornika, Sjedinjene Države su najveća država koja govori engleski jezik. Kao što je prikazano na donjem pita grafikonu, većina izvornih govornika engleskog jezika su Amerikanci.
Uz to, u Velikoj Britaniji ima 60 milijuna izvornih govornika, 29 milijuna u Kanadi, 25,1 milijuna u Australiji, u Republici Irskoj i 4,9 milijuna u Novom Zelandu.
U Europskoj uniji engleski je jedan od 24 službena jezika i široko ga koriste institucije, a većina stanovništva kao materinski jezik u Irskoj te kao drugi jezik u ostalim državama članicama.
Procjene koje uključuju govornike drugog jezika uvelike se razlikuju, od 470 milijuna do više od 2 milijarde. David Crystal izračunava da su, od 2003., govornici kojima engleski nije izvorni nadmašili broj izvornih govornika u omjeru 3 prema 1. Kod kombiniranja izvornih i stranih govornika, engleski je jezik koji se u svijetu najčešće govori.
Pored glavnih sorti engleskog jezika, kao što su američki engleski, britanski engleski, kanadski engleski, australski engleski, irski engleski, novozelandski engleski i njihove podvrsta, zemlje poput Južne Afrike, Indije, Nigerije, Filipina, Jamajke, Trinidada i Tobaga također imaju milijune izvornih govornika dijalektnog nastavka, u rasponu od kreolskih jezika koji imaju engleski jezik do standardnog engleskog. Ostale zemlje, poput Gane i Ugande, također koriste engleski jezik kao svoj glavni službeni jezik.
Od 2012. godine, Indija tvrdi da ima drugu najveću svjetsku populaciju na govornika engleskog jezika. Najpouzdanija procjena je oko 10% njezinog stanovništva (125 milijuna ljudi), drugo mjesto u Sjedinjenim Državama, a očekuje se da će se učetvorostručiti u sljedećem desetljeću.

## Zemlje koje govore engleski jezik kao materinski jezik
Postoji šest velikih zemalja s većinom izvornih govornika engleskog jezika koji su ponekad grupirani pod izraz Anglosfera. U broju govornika engleskog jezika to su: Sjedinjene Američke Države (najmanje 231 milijun), Ujedinjeno Kraljevstvo (u Engleskoj, Škotskoj, Walesu i Sjevernoj Irskoj) (60 milijuna), Kanada (najmanje 20 milijuna), Australija (najmanje 17 milijuna), Republika Irska (4,8 milijuna) i Novi Zeland (4,8 milijuna).
Engleski je također primarni materinski jezik u zemljama i teritorijama Angvila, Antigve i Barbude, Bahama, Barbadosa, Belizea, Bermuda, teritorija britanskog Indijskog oceana, Britanskih Djevičanskih otoka, Kajmanskih otoka, Dominike, Falklandskih otoka, Gibraltara, Grenade, Guama, Guernseyja, Gvajane, otoka Man, Jamajke, Jerseyja, Montserrata, Pitcairnovog Otočja, Svete Helene, Ascenciona i Tristana da Cunhe, Svetog Kristofora i Nevisa, Svetiog Vincenta i Grenadinija, Južne Georgije i otočja Sandwich, Trinidada i Tobaga, Otoka Turks i Caicos i Djevičanskih otoka Sjedinjenih Država.
Iako većina svijeta ne govori engleski jezik, još uvijek se smatra diplomatskim jezikom zbog široke prisutnosti u razvijenim zemljama. To su široko kritizirali znanstvenici koji smatraju da bi trebali postojati i drugi jezici koji se smatraju "diplomatskim" usprkos sjedištu Ujedinjenih naroda koje je u New Yorku.